# PA-I
PA-I (чеш. Pancierovy automobil, typ I) — чехословацкий бронеавтомобиль, который не был запущен в массовое производство.

## История
В Чехословакии до появления машины PA-I проектировался тип Škoda L (Praga L), однако он разочаровал армию. Конструкторы, которые не использовали ранее полноприводное шасси, решили перейти к этому варианту и спроектировали оригинальный бронекорпус. Впервые в чехословацком автомобилестроении стали использоваться рациональные углы наклона броневых листов, что сделало корпус симметричным. На вооружение поставили два 7,92-мм пулемета MG 08. Также добавили два поста управления. Машина получила обозначение PA-I
В 1922 году с фирмой «Škoda» был заключен контракт на сборку двух прототипов, которые в следующем году поступили на ходовые испытания в Миловичах. Испытания показали, что PA-I имеет множество недостатков: боевое отделение получились довольно тесным, вооружение признали недостаточным, двигатель плохо охлаждался, а сам автомобиль обладал недостаточной поперечной устойчивостью. Машину вернули фирме для доработок, но объём их оказался настолько большим, что в серийное производство был принят существенно переработанный бронеавтомобиль PA-II. Тем не менее, оба PA-I под номерами 16 и 17 были приняты армией и до 1932 года использовались для обучения водителей в Плзне. Затем их отправили на консервацию и окончательно списали только в 1939 году.